# (4551) Cochran
(4551) Cochran (1979 MC) – planetoida z grupy pasa głównego asteroid okrążająca Słońce w ciągu 3,79 lat w średniej odległości 2,43 j.a. Odkryta 28 czerwca 1979 roku.